# Oh My God! (chanson de NMB48)
Pour les articles homonymes, voir Oh My God.
Singles de NMB48
Zetsumetsu Kurokami Shōjo
(2011) Junjō U-19
(2012)
Pistes de Teppen Tottande!
Zetsumetsu Kurokami Shōjo Junjō U-19
Oh My God! (オーマイガー!) est le deuxième single du groupe féminin japonais NMB48 sorti le 19 octobre 2011.

## Détails
Il atteint la première place des ventes hebdomadaires de l'oricon et s'est vendu à 324 965 copies physiques. Elle a été écrite par Yasushi Akimoto et est reprise sur l'album Teppen Tottande!.